# Linkin Park: 8-Bit Rebellion
 (octobre 2019).
Si vous disposez d'ouvrages ou d'articles de référence ou si vous connaissez des sites web de qualité traitant du thème abordé ici, merci de compléter l'article en donnant les références utiles à sa vérifiabilité et en les liant à la section « Notes et références ».
Linkin Park: 8-bit Rebellion est un jeu vidéo sorti sur iOS. Le jeu est multijoueurs, formé comme un jeu MMORPG. Le but est de gagner des chansons connues ou inédites de Linkin Park en éliminant ses ennemis et donc gagner des niveaux.